# Asselar-man
De Asselar-man is een skelet uit het neolithicum gevonden in Adrar des Ifoghas, een bergmassief nabij Essouk in de regio Kidal in Mali. Het is gedateerd tussen 9500 en 7000 jaar geleden (BP), tijdens de natte fase van het vroege Holoceen. Het skelet werd waarschijnlijk doelbewust begraven. 
Het skelet bevindt zich in het Institut de paléontologie humaine te Parijs. 

## Ontdekking
Het skelet van Asselar werd ontdekt door Theodore Monod en Wladimir Besnard tijdens een expeditie in 1927. De expeditie werd gefinancierd door Wickliffe Draper.

## Datering
Het skelet van Asselar werd oorsronkelijk gedateerd op ongeveer 6.400 BP, wat betekende dat het niet ouder was dan het Holoceen. Samen met fossielen zoals die gevonden bij Iwo Eleru (11.000 BP) en Ishango (8.000 BP), sites in West- en Centraal-Afrika, behoort het skelet van Asselar tot de vroegste bekende anatomisch moderne menselijke skeletten in Sub-Sahara Afrika met een fenotype dat kenmerkend is voor latere bevolkingsgroepen in Sub-Sahara Afrika. Oudere fossielen met een vergelijkbare morfologie zijn ook gevonden in de buurt van Khartoem, Soedan, gedateerd tussen 10.000 en 7000 BP. 
Omdat er geen specifieke publicatie of referentie is gevonden in de academische literatuur afgezien van eenvoudige vermeldingen (bijvoorbeeld Cheikh Anta Diop in 1968), die een contextualiserende verklaring bieden voor de datering op 6390 BP, het ontbreken van gegevens over het dijbeen dat werd gebruikt om de datum te genereren en de foutmarge die C14-dateringsmethoden uit de jaren zestig konden produceren, wordt de gegeven datum van 6390 BP als onbetrouwbaar beschouwd. Meer recent, in de jaren 1980, heeft geologische datering van de Asselar-vindplaats in de Sahara-regio van Noord-Mali een datering opgeleverd tussen 9500 en 7000 BP, tijdens de natte fase van het vroege Holoceen.

## Begrafenis
Het skelet werd gevonden in de buurt van wat tijdens de vochtige periode in Afrika waarschijnlijk een meer was. Medische beeldvormingstechnieken van het skelet en de omringende matrix laten zien dat het individu van Asselar waarschijnlijk opzettelijk werd begraven, in plaats van dat hij verdronk en per ongeluk werd begraven, zoals oorspronkelijk werd gedacht. In soortgelijke anatomische posities begraven menselijke resten zijn ook aangetroffen op andere vroege Holocene vindplaatsen zoals Hassi-el-Abiod in Mali. 